# كبوشي أبيض الوجه كولومبي
كبوشي كولومبي أبيض الوجه (الاسم العلمي: Cebus capucinus) (بالإنجليزية: White-headed Capuchin)‏ هو نوع من الحيوانات يتبع جنس الكبوشي من فصيلة السعادين كبوشية الشكل. موطنها الأصلي هو أقصى الجزء الشرقي من بنما وأقصى الجزء الشمال الغربي من أمريكا الجنوبية في غرب كولومبيا وشمال غرب الإكوادور.
كان الكبوشي الكولومبي ذو الوجه الأبيض أحد الأنواع العديدة التي وصفها كارل لينيوس في طبعته العاشرة لعام 1758 من كتابه نظام الطبيعة. وهو عضو في عائلة سعادين كبوشية الشكل، وعائلة قرود العالم الجديد التي تحتوي على قرود الكبوشي وقرود السنجاب. إنه النوع من جنس كبوشي، الجنس الذي يشمل جميع قرود الكبوشي.
حتى القرن الحادي والعشرين ، كان الكبوشي البنمي ذو الوجه الأبيض ، محدداً مع الكابوشي الكولومبي ذي الوجه الأبيض كباقي السلالات الكبوشي. يواصل بعض علماء الرئيسيات اعتبار الكبوشيات البنمية والكولومبية ذات الوجه الأبيض نوعًا واحدًا. في عام 2012 ، أظهرت دراسة أجراها علماء الرئيسيات، انقسمهما منذ ما يصل مليوني سنة  على الرغم من أن الكبوشي البنمي ذو الوجه الأبيض هو أكثر أنواع قرود الكبوشي التي تمت دراستها جيدًا ، إلا أنه حتى عام 2014 لم تكن هناك دراسات ميدانية على الكبوشي الكولومبي ذي الوجه الأبيض.
تم التعرف على نوعين فرعيين من الكبوشي الكولومبي ذو الوجه الأبيض:
- C. c. capucinus ، من البر الرئيسي لأمريكا الجنوبية وبنما.

- كورتوس C. c. curtus من جزيرة جورجونا في المحيط الهادئ ، يشار إليها أحيانًا باسم كبوشي جورجونا ذي الوجه الأبيض.

مثل القرود الأخرى في جنس الكبوشي ، تم تسمية كبوشي الكولومبي ذو الوجه الأبيض على اسم رهبان الكبوشية لأن طربوش هؤلاء الرهبان تشبه إلى حد كبير لون رأس القرد. اللون أسود على الجسم والذيل والساقين وأعلى الرأس ، مع أبيض الصدر والحلق والوجه والكتفين وأعلى الذراعين. يتراوح طول الرأس والجسم بين 33 و 45 سم (13 و 18 بوصة) وطول الذيل بين 35 و 55 ملم (1.4 و 2.2 بوصة). يزن الذكور ما بين 3 و 4 كجم (6.6 و 8.8 رطل) ، بينما الإناث أصغر بحوالي 27٪ ، وتزن ما بين 1.5 و 3 كجم (3.3 و 6.6 رطل). فرع كورتوس له ذيل أقصر.
تم العثور على كبوشي أبيض الوجه في أقصى الشريط الشمال الغربي بين المحيط الهادئ وجبال الأنديز في كولومبيا وشمال غرب الإكوادور. وصُنف فرع capucinus على أنها مهدد بالانقراض من وجهة نظر الحفظ من قبل الاتحاد الدولي لحفظ الطبيعة ، بينما تم إدراج فرع كورتوس على أنهُ ضعيف.